# Bois moucheté
Ne doit pas être confondu avec Loupe (bois).

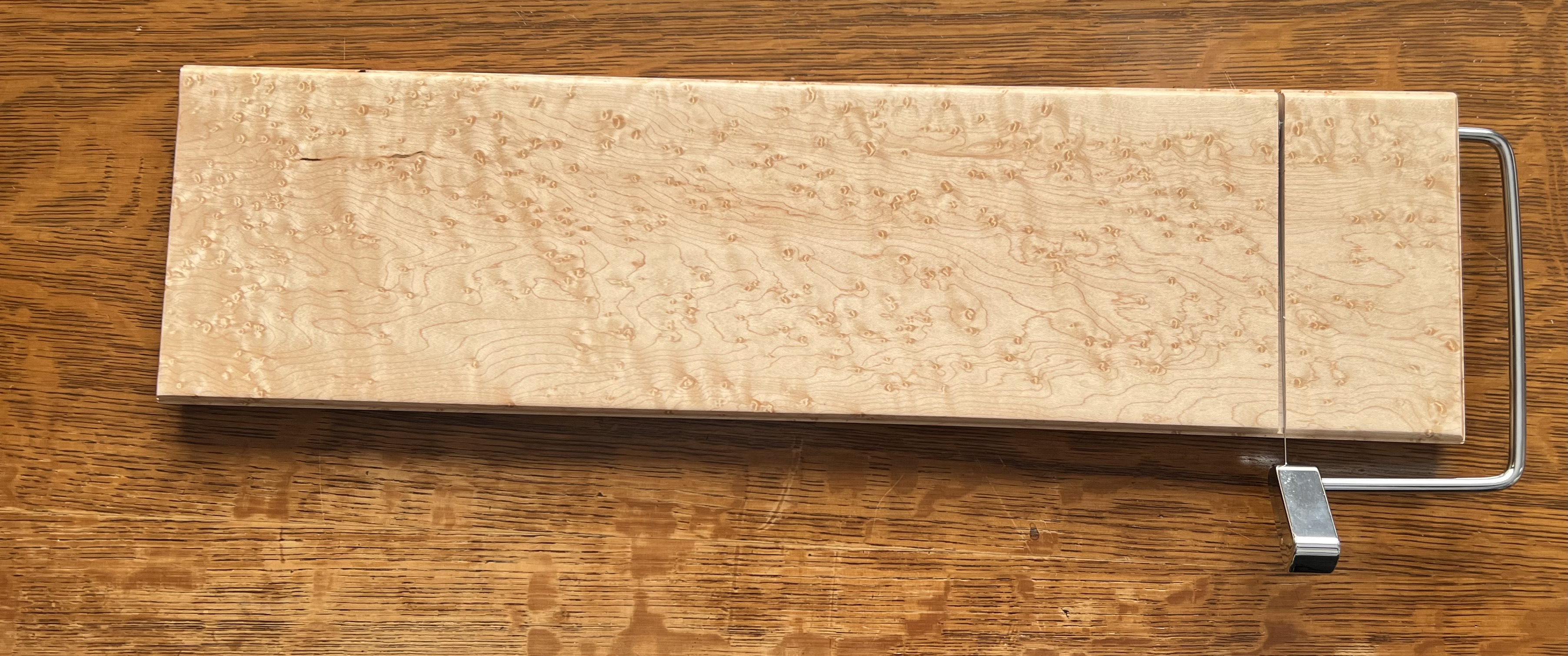
Planche à découper artisanale dans un bois d'érable moucheté.

Un bois moucheté est un bois faisant apparaitre de petits motifs coniques en creux ressemblant à des petits yeux d'oiseau qui dérangent le grain du bois.
L'origine de ce phénomène est inconnue. La recherche sur les érables a jusqu'à présent écarté l'hypothèse selon laquelle ces motifs seraient le résultat de coups de bec donnés par des oiseaux qui auraient déformé le grain ou qu'elle serait due à un champignon qui l'a fait vriller. Aucune théorie n'est encore capable d'expliquer comment cette figure peut provenir d'une combinaison de facteurs dus au climat, au sol, à l'espèce d'arbre, à un virus ou à une mutation génétique.
Le motif en œil d'oiseau apparaît le plus souvent dans l'érable à sucre, mais il peut aussi être présent dans l'érable rouge, le frêne blanc, l'acajou de Cuba, le hêtre à grandes feuilles, le noyer noir, le bouleau jaune, l'orme...
Les arbres de la région des Grands Lacs au Canada et aux États-Unis sont ceux qui fournissent le plus de bois de ce type, ainsi que certaines variétés poussant dans les montagnes Rocheuses. Ce phénomène n'est pas rare non plus dans le pin Huon, qui pousse en Tasmanie.
Quoiqu'il y ait des indices dans l'écorce indiquant que le bois pourrait être moucheté, il est en général nécessaire d'abattre l'arbre et de le découper pour en avoir la preuve.

## Caractéristiques
En général, le bois moucheté n'est pas différent du reste du bois du même arbre. Le bois moucheté d'érable se vend beaucoup plus cher que le bois dur ordinaire. La valeur marchande du bois varie en proportion du nombre des motifs et de leur diamètre, qui peut aller de 32 mm à 95 mm. Dans le bois débité en plot, les cônes qui l'émaillent forment des ocelles.
Les ébénistes recherchent surtout ce bois pour des placages de produits de luxe (garnitures d'automobile, boîtes de joaillerie, guitares). Il est aussi utilisé dans des formes arrondies, telles des cannes, des queues de billard, etc.

## Galerie

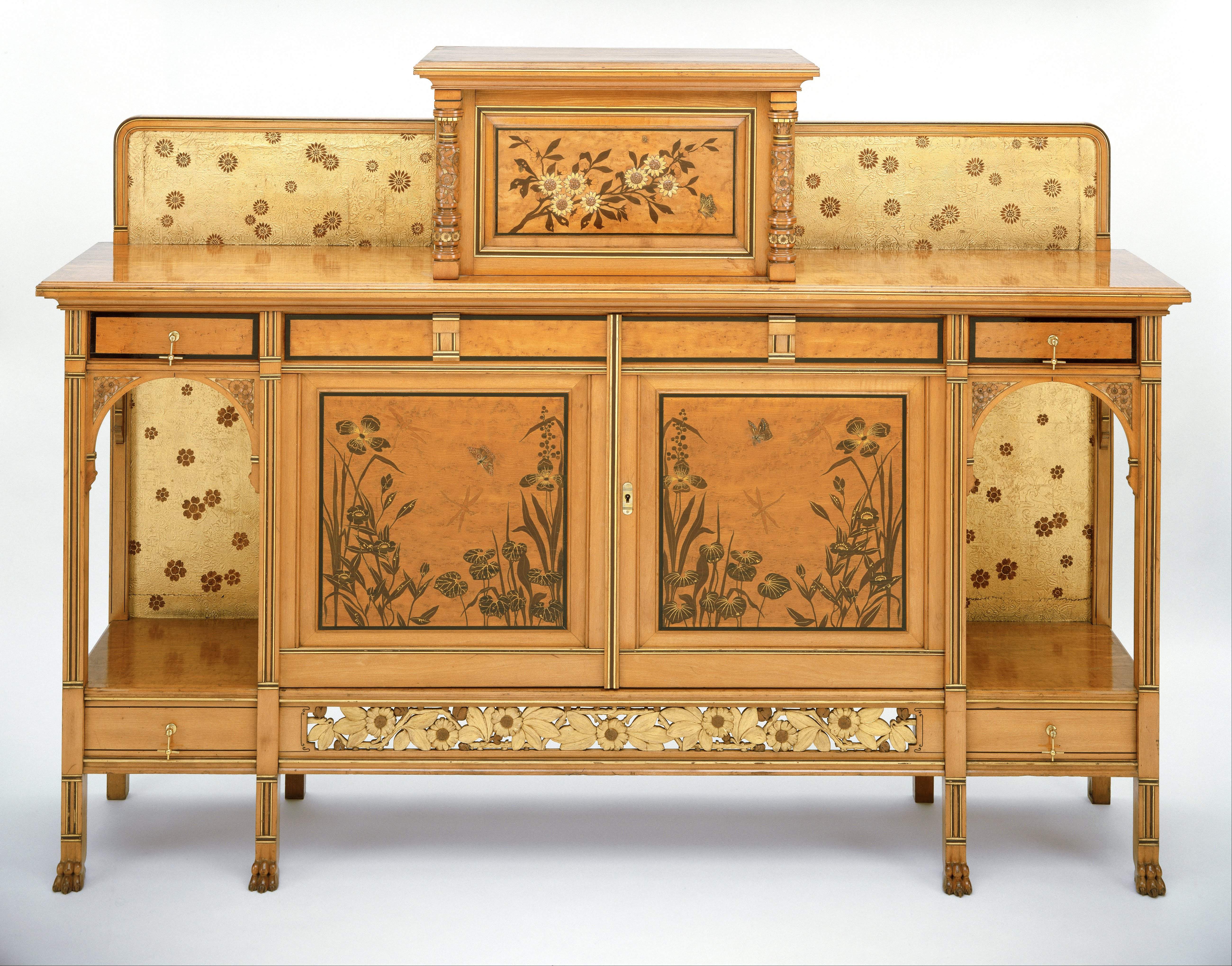
Secrétaire (vers 1880) par Herter Brothers
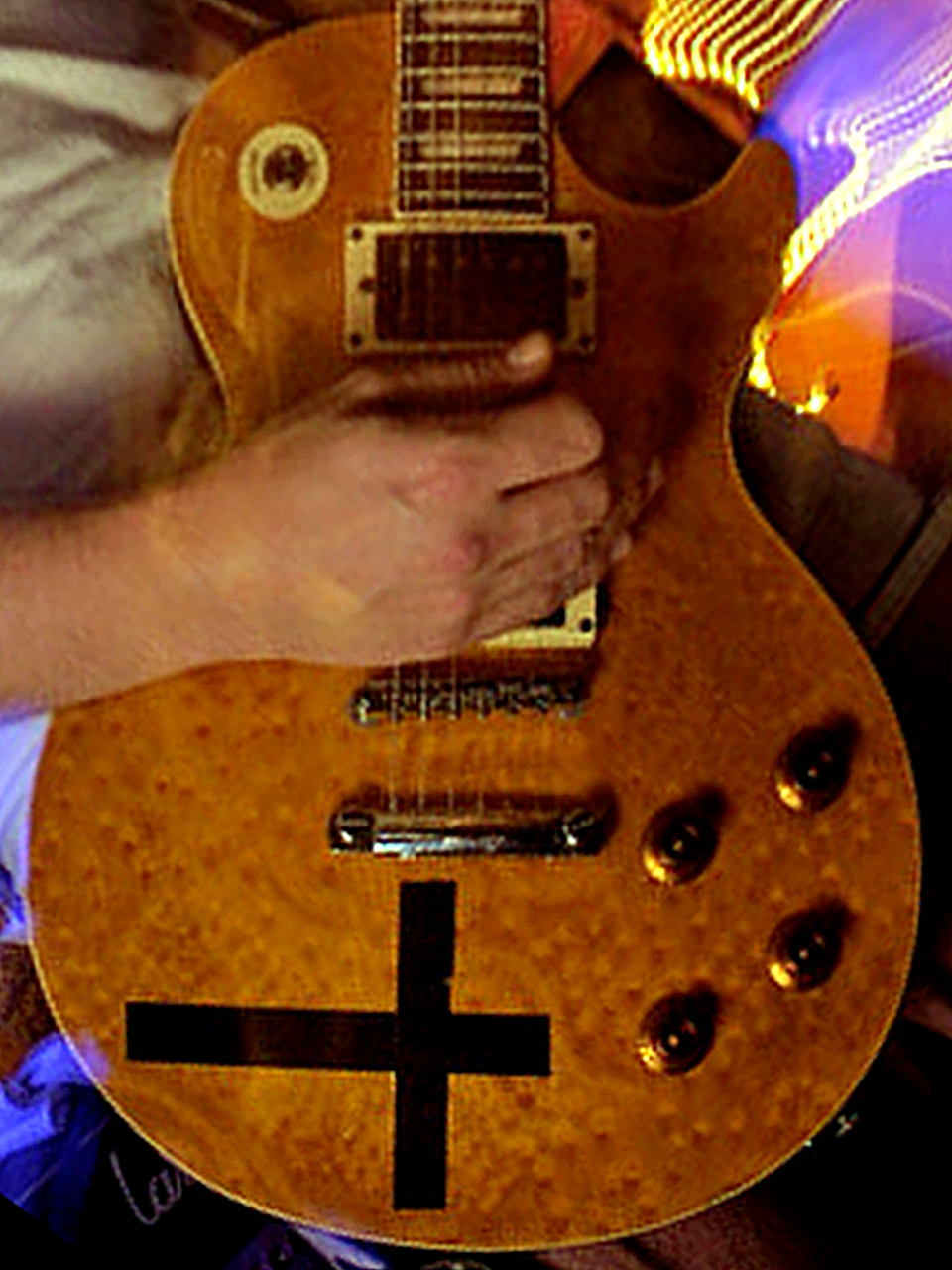
Epiphone Les Paul (1994–98).
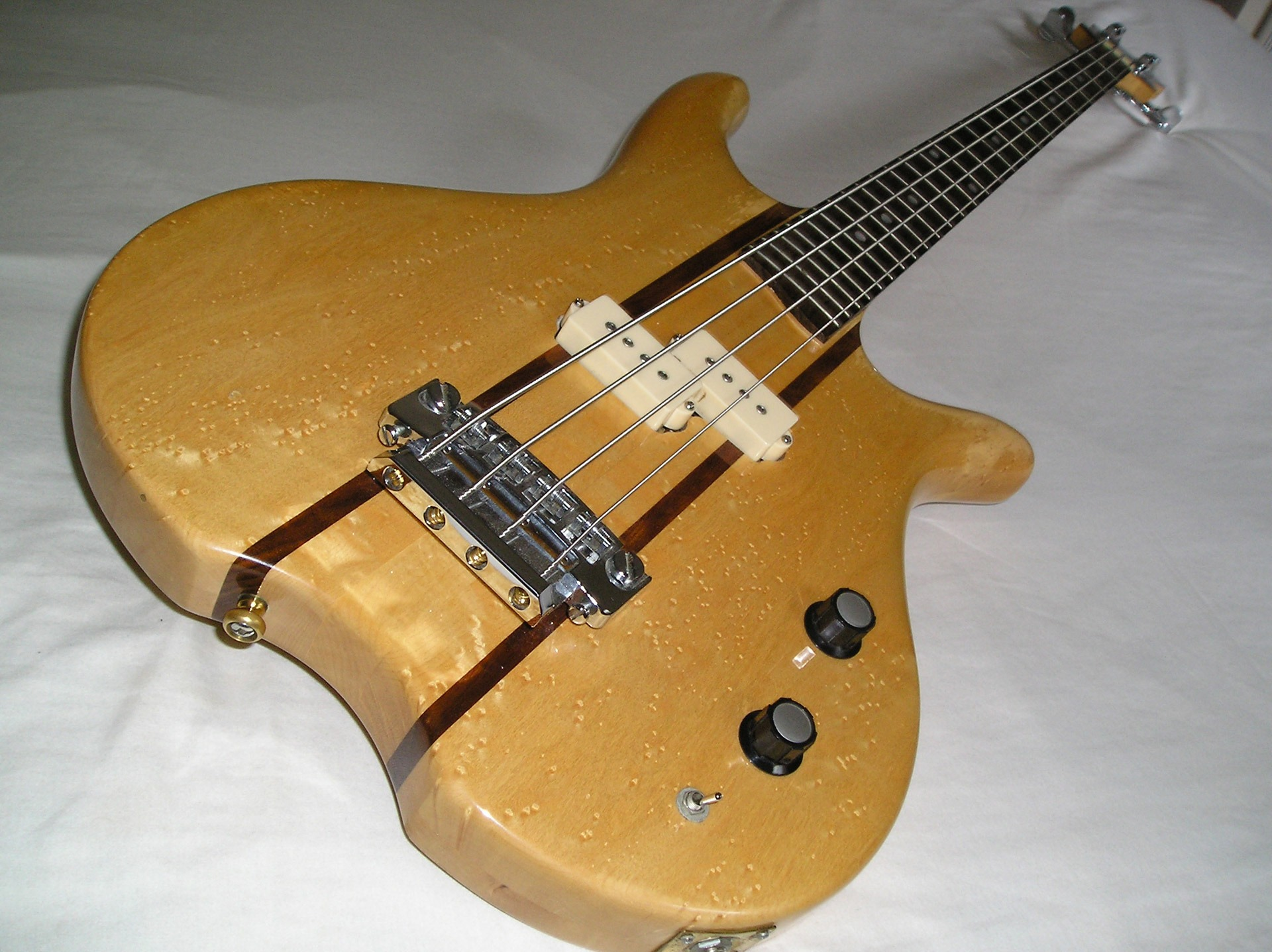
Guitare basse électrique avec dessus en érable moucheté.